# Нагабхата I
Нагабхата I — індійський цар, засновник імператорської династії Гуджара-Пратіхари.

## Правління
Він правив регіоном Малавою (нині Мадх'я-Прадеш) зі столицею у місті Удджайн. Імовірно, утримував під своєю владою Гурджару, що включала до свого складу частини сучасних Гуджарату й Раджастхану.
Йому вдалось відбити арабське вторгнення з Сінду, втім зазнав поразки від царя Раштракутів Дантідурги.